# Guo Yue (Tischtennisspielerin)
Guo Yue (chinesisch 郭躍 / 郭跃, Pinyin Guō Yuè; * 17. Juli 1988 in Anshan, Provinz Liaoning, Volksrepublik China) ist eine chinesische Profi-Tischtennisspielerin. Sie ist zehnfache Weltmeisterin und zweifache Olympiasiegerin. Guo Yue ist bis heute (Juni 2023) die jüngste Spielerin, die je ein WM-Finale (2004) bestritt sowie die jüngste Siegerin im Mixed bei der WM 2005 (Alter = 16 Jahre und 294 Tage).  2014 endete ihre Karriere in der chinesischen Nationalmannschaft.
2010 wurde sie in die ITTF Hall of Fame aufgenommen.

## Jugend
Mit sechs Jahren begann Guo Yue mit dem Tischtennisspielen. Entdeckt und gefördert wurde sie vom Provinztrainer Gu Zhenjiang. Als Zwölfjährige wurde sie Mitglied der Jugendnationalmannschaft, die von Cai Zhenhua betreut wurde. Im gleichen Jahr wurde sie Zweite beim Asian-Cup der Jugend. Zwei Jahre später spielte sie erstmals in der Nationalmannschaft der Erwachsenen.

## Erfolge
- 1999 – Japan East Asian Junior Championship Women’s Singles Champion
- Asian Youth Champ.ATTU-Juniors Doppel und im Team mit der Mannschaft Chinas 2001
- Gewinner 2001 Pyongyang Tournament – Mixed-Doppel
- Gewinner 2002 Danish open Einzel
- Gewinner 2002 Austria open Doppel
- Gewinner 2003 Asian Championship Team mit der Mannschaft Chinas
- Gewinner 2003 Asian Junior Championship Einzel
- Gewinner 2003 Pro Tour Grand Finals im Doppel
- Gewinner Korea open Doppel 2003
- Gewinner 2003 Japan open Einzel und Doppel
- Gewinner 2003 Danish open Doppel
- Gewinner Swedish open 2003 Doppel
- Gewinner 2004 Weltmeisterschaft mit der Mannschaft Chinas
- Bronze im Doppel mit Niu Jianfeng bei den Olympischen Spielen 2004
- Gewinner 2004 Volkswagen Pro Tour Grand Finals Einzel
- Siegerin Greek, Singapore, Japan und German Open Doppel 2004
- Gewinner Asian Olympic Qual. 2004: Doppel
- Gewinner 2005 Weltmeisterschaft im Mixed-Doppel (mit Wang Liqin)
- Gewinner 2005 Asian Championship im Mixed-Doppel
- Gewinner 2005 Qatar open Doppel (mit Niu Jianfeng)
- Gewinner 2005 China open Einzel
- Gewinner 2005 Panasonic open im Einzel und Doppel (mit Gou Yan)
- Gewinner Volkswagen open 2005 im Doppel (mit Zhang Yining)
- Gewinner Panasonic China open 2005 Einzel und Doppel
- Gewinner Weltmeisterschaft 2006 in Bremen mit der Mannschaft Chinas
- Gewinner Asian Games 2006 in Doha Einzel, Doppel und im Team mit der Mannschaft Chinas
- Gewinner 2006 Croatian open Einzel
- Gewinner 2006 Slovenian open Einzel und Doppel
- Gewinner 2007 Weltmeisterschaft im Einzel und Mixed-Doppel (mit Wang Liqin)
- Gewinner 2007 Asian Championship Doppel
- Gewinner 2007 World-Team Cup mit der Mannschaft Chinas
- Gewinner Doppel 2007 Pro Tour Grand Finals
- Gewinner 2007 German open Doppel
- Gewinner 2007 Kuwait open Einzel
- Gewinner 2007 Croatian open Einzel
- Gewinner Slovenian open 2007 Einzel
- Gewinner Panasonic China open 2007 Einzel
- Gewinner 2007 im Doppel Volkswagen open (mit Li Xiaoxia)
- Gewinner 2007 Volkswagen China open Einzel und Doppel
- Gewinner 2008 Weltmeisterschaft im Team mit der Mannschaft Chinas
- Bronze im Einzel und Gold mit der Mannschaft bei den Olympischen Spielen 2008
- Gewinner Asian Cup 2008 im Einzel
- Gewinner Doppel bei der Erke Qatar open 2008
- Gewinner 2009 Mannschafts-Weltmeisterschaft
- Gewinner 2011 Weltmeisterschaft im Doppel mit Li Xiaoxia
- Gewinner 2012 Mannschafts-Weltmeisterschaft
- Gold mit der Mannschaft bei den Olympischen Spielen 2012
- Gewinner 2013 Weltmeisterschaft im Doppel mit Li Xiaoxia
- Jüngste Weltmeisterin und Pro-Tour-Turniersiegerin

## Privates
Seit 2015 arbeitete sie als Angestellte der Bankenaufsichtsbehörde in Peking. Gleichzeitig begann sie ein Studium für Finanzwesen in Peking.

## Turnierergebnisse
Quelle: ITTF-Datenbank
| Verband | Veranstaltung                      | Jahr | Ort          | Land | Einzel        | Doppel        | Mixed | Team |
| ------- | ---------------------------------- | ---- | ------------ | ---- | ------------- | ------------- | ----- | ---- |
| CHN     | Asienmeisterschaft ATTU            | 2007 | Yangzhou     | CHN  | Viertelfinale | Gold          |       | 1    |
| CHN     | Asienmeisterschaft ATTU            | 2005 | Jeju-do      | KOR  | Viertelfinale | Silber        | Gold  |      |
| CHN     | Asienmeisterschaft ATTU            | 2003 | Bangkok      | THA  | Halbfinale    | Viertelfinale |       | 1    |
| CHN     | Asian Cup                          | 2011 | Changsha     | CHN  | 3. Platz      |               |       |      |
| CHN     | Asian Cup                          | 2009 | Hangzhou     | CHN  | Platz 1       |               |       |      |
| CHN     | Asian Cup                          | 2008 | Sapporo      | JPN  | Platz 1       |               |       |      |
| CHN     | Asian Cup                          | 2000 | Mumbai       | IND  | 2             |               |       |      |
| CHN     | Asienspiele                        | 2010 | Guangzhou    | CHN  | Silber        | Gold          |       | 1    |
| CHN     | Asienspiele                        | 2006 | Doha         | QAT  | Gold          | Gold          |       | 1    |
| CHN     | Asienmeisterschaft ATTU (Junioren) | 2001 | Hong Kong    | HKG  | Silber        | Gold          |       | 1    |
| CHN     | Olympische Spiele                  | 2012 | London       | ENG  | keine Teiln.  |               |       | 1    |
| CHN     | Olympische Spiele                  | 2008 | Peking       | CHN  | Bronze        |               |       | 1    |
| CHN     | Olympische Spiele                  | 2004 | Athen        | GRE  |               | Bronze        |       |      |
| CHN     | Pro Tour                           | 2012 | Incheon City | KOR  | Halbfinale    | Halbfinale    |       |      |
| CHN     | Pro Tour                           | 2012 | Incheon City | KOR  | Halbfinale    | Halbfinale    |       |      |
| CHN     | Pro Tour                           | 2012 | Incheon City | KOR  | Halbfinale    | Halbfinale    |       |      |
| CHN     | Pro Tour                           | 2011 | Stockholm    | SWE  | Viertelfinale | Gold          |       |      |
| CHN     | Pro Tour                           | 2011 | Suzhou       | CHN  | Halbfinale    | Gold          |       |      |
| CHN     | Pro Tour                           | 2011 | Shenzen      | CHN  | Halbfinale    | Gold          |       |      |
| CHN     | Pro Tour                           | 2011 | Władysławowo | POL  | letzte 16     | Gold          |       |      |
| CHN     | Pro Tour                           | 2011 | Dortmund     | GER  | Halbfinale    | Gold          |       |      |
| CHN     | Pro Tour                           | 2011 | Dubai        | UAE  | Viertelfinale | Gold          |       |      |
| CHN     | Pro Tour                           | 2011 | Doha         | QAT  | Viertelfinale | Gold          |       |      |
| CHN     | Pro Tour                           | 2011 | Sheffield    | ENG  | letzte 16     | Gold          |       |      |
| CHN     | Pro Tour                           | 2011 | Velenje      | SLO  | Halbfinale    | Gold          |       |      |
| CHN     | Pro Tour                           | 2010 | Wels         | AUT  | Gold          | Gold          |       |      |
| CHN     | Pro Tour                           | 2010 | Suzhou       | CHN  | letzte 16     | Gold          |       |      |
| CHN     | Pro Tour                           | 2010 | Kuwait City  | KUW  | letzte 16     | Gold          |       |      |
| CHN     | Pro Tour                           | 2010 | Doha         | QAT  | Gold          |               |       |      |
| CHN     | Pro Tour                           | 2009 | Su Zhou      | CHN  | Silber        | Gold          |       |      |
| CHN     | Pro Tour                           | 2009 | Doha         | QAT  | Silber        | Gold          |       |      |
| CHN     | Pro Tour                           | 2009 | Kuwait City  | KUW  | Silber        | Gold          |       |      |
| CHN     | Pro Tour                           | 2008 | Shanghai     | CHN  | Silber        | Silber        |       |      |
| CHN     | Pro Tour                           | 2008 | Daejeon      | KOR  |               | Gold          |       |      |
| CHN     | Pro Tour                           | 2008 | Daejeon      | KOR  | Gold          | Gold          |       |      |
| CHN     | Pro Tour                           | 2008 | Yokohama     | JPN  | Halbfinale    |               |       | 1    |
| CHN     | Pro Tour                           | 2008 | Changchun    | CHN  | Silber        |               |       | 1    |
| CHN     | Pro Tour                           | 2008 | Doha         | QAT  | Viertelfinale | Gold          |       |      |
| CHN     | Pro Tour                           | 2008 | Kuwait City  | KUW  | Halbfinale    | Halbfinale    |       |      |
| CHN     | Pro Tour                           | 2007 | Stockholm    | SWE  | Halbfinale    | Viertelfinale |       |      |
| CHN     | Pro Tour                           | 2007 | Bremen       | GER  | letzte 16     | Gold          |       |      |
| CHN     | Pro Tour                           | 2007 | Shenzhen     | CHN  | Silber        | Gold          |       |      |
| CHN     | Pro Tour                           | 2007 | Nanjing      | CHN  | Gold          | Gold          |       |      |
| CHN     | Pro Tour                           | 2007 | Chiba        | JPN  | Halbfinale    | Gold          |       |      |
| CHN     | Pro Tour                           | 2007 | Salwa Cup    | KUW  | Gold          | Viertelfinale |       |      |
| CHN     | Pro Tour                           | 2007 | Doha         | QAT  | letzte 16     | Halbfinale    |       |      |
| CHN     | Pro Tour                           | 2007 | Velenje      | SVN  | Gold          | Viertelfinale |       |      |
| CHN     | Pro Tour                           | 2007 | Zagreb       | HRV  | Gold          | Viertelfinale |       |      |
| CHN     | Pro Tour                           | 2006 | Kunshan      | CHN  | Silber        | Silber        |       |      |
| CHN     | Pro Tour                           | 2006 | Kuwait City  | KUW  | Silber        | Halbfinale    |       |      |
| CHN     | Pro Tour                           | 2006 | Doha         | QAT  | letzte 16     | Halbfinale    |       |      |
| CHN     | Pro Tour                           | 2006 | Zagreb       | HRV  | Gold          | Silber        |       |      |
| CHN     | Pro Tour                           | 2006 | Velenje      | SVN  | Gold          | Gold          |       |      |
| CHN     | Pro Tour                           | 2005 | Yokohama     | JPN  | Halbfinale    | Halbfinale    |       |      |
| CHN     | Pro Tour                           | 2005 | Shenzhen     | CHN  | Silber        | Gold          |       |      |
| CHN     | Pro Tour                           | 2005 | Harbin       | CHN  | Gold          | Gold          |       |      |
| CHN     | Pro Tour                           | 2005 | Doha         | QAT  | Halbfinale    | Gold          |       |      |
| CHN     | Pro Tour                           | 2004 | Wels         | AUT  | Viertelfinale | Silber        |       |      |
| CHN     | Pro Tour                           | 2004 | Leipzig      | GER  | letzte 16     | Gold          |       |      |
| CHN     | Pro Tour                           | 2004 | Kobe         | JPN  | Halbfinale    | Gold          |       |      |
| CHN     | Pro Tour                           | 2004 | Singapur     | SIN  | Halbfinale    | Gold          |       |      |
| CHN     | Pro Tour                           | 2004 | Pyeongchang  | KOR  | letzte 16     | letzte 16     |       |      |
| CHN     | Pro Tour                           | 2004 | Athen        | GRE  | Silber        | Gold          |       |      |
| CHN     | Pro Tour                           | 2003 | Malmö        | SWE  | Viertelfinale | Gold          |       |      |
| CHN     | Pro Tour                           | 2003 | Aarhus       | DEN  | Halbfinale    | Gold          |       |      |
| CHN     | Pro Tour                           | 2003 | Bremen       | GER  | Viertelfinale | Silber        |       |      |
| CHN     | Pro Tour                           | 2003 | Kobe         | JPN  | Gold          | Gold          |       |      |
| CHN     | Pro Tour                           | 2003 | Guangzhou    | CHN  | Viertelfinale | Halbfinale    |       |      |
| CHN     | Pro Tour                           | 2003 | Jeju-Si      | KOR  | letzte 32     | Gold          |       |      |
| CHN     | Pro Tour                           | 2002 | Farum        | DEN  | Silber        | Silber        |       |      |
| CHN     | Pro Tour                           | 2002 | Warschau     | POL  | Halbfinale    | Silber        |       |      |
| CHN     | Pro Tour                           | 2002 | Eindhoven    | NED  | letzte 32     | Silber        |       |      |
| CHN     | Pro Tour                           | 2002 | Magdeburg    | GER  | Halbfinale    | Silber        |       |      |
| CHN     | Pro Tour                           | 2002 | Kairo        | EGY  | letzte 16     | Silber        |       |      |
| CHN     | Pro Tour                           | 2002 | Wels         | AUT  | Halbfinale    | Gold          |       |      |
| CHN     | Pro Tour Grand Finals              | 2011 | London       | ENG  | Viertelfinale | Gold          |       |      |
| CHN     | Pro Tour Grand Finals              | 2008 | Macao        | MAC  | Silber        |               |       |      |
| CHN     | Pro Tour Grand Finals              | 2007 | Peking       | CHN  | Silber        | Gold          |       |      |
| CHN     | Pro Tour Grand Finals              | 2006 | Hong-Kong    | HKG  |               | Halbfinale    |       |      |
| CHN     | Pro Tour Grand Finals              | 2005 | Fuzhou       | CHN  |               | Viertelfinale |       |      |
| CHN     | Pro Tour Grand Finals              | 2004 | Peking       | CHN  | Gold          | Silber        |       |      |
| CHN     | Pro Tour Grand Finals              | 2003 | Guangzhou    | CHN  | Viertelfinale | Gold          |       |      |
| CHN     | Pro Tour Grand Finals              | 2002 | Stockholm    | SWE  | Silber        | Viertelfinale |       |      |
| CHN     | Weltmeisterschaft                  | 2013 | Paris        | FRA  |               | Gold          |       |      |
| CHN     | Weltmeisterschaft                  | 2012 | Dortmund     | GER  |               |               |       | 1    |
| CHN     | Weltmeisterschaft                  | 2011 | Rotterdam    | NED  | Halbfinale    | Gold          |       |      |
| CHN     | Weltmeisterschaft                  | 2010 | Moskau       | RUS  |               |               |       | 2    |
| CHN     | Weltmeisterschaft                  | 2009 | Yokohama     | JPN  | Silber        | Gold          |       |      |
| CHN     | Weltmeisterschaft                  | 2008 | Guangzhou    | CHN  |               |               |       | 1    |
| CHN     | Weltmeisterschaft                  | 2007 | Zagreb       | HRV  | Gold          | Silber        | Gold  |      |
| CHN     | Weltmeisterschaft                  | 2006 | Bremen       | GER  |               |               |       | 1    |
| CHN     | Weltmeisterschaft                  | 2005 | Shanghai     | CHN  | Halbfinale    | Silber        | Gold  |      |
| CHN     | Weltmeisterschaft                  | 2004 | Doha         | QAT  |               |               |       | 1    |
| CHN     | Weltmeisterschaft                  | 2003 | Paris        | FRA  | Viertelfinale | Silber        |       |      |
| CHN     | World Cup                          | 2012 | Huangshi     | CHN  | 13.–16. Platz |               |       |      |
| CHN     | World Cup                          | 2011 | Magdeburg    | GER  |               |               |       | 1    |
| CHN     | World Cup                          | 2010 | Kuala Lumpur | MAS  | 3. Platz      |               |       |      |
| CHN     | World Cup                          | 2009 | Guangzhou    | CHN  | Silber        |               |       |      |
| CHN     | World Cup                          | 2008 | Kuala Lumpur | MAS  | 5.–8. Platz   |               |       |      |
| CHN     | World Cup                          | 2007 | Chengdu      | CHN  | 3. Platz      |               |       |      |
| CHN     | World Cup                          | 2005 | Guangzhou    | CHN  | 5.–8. Platz   |               |       |      |
| CHN     | WTC-World Team Cup                 | 2010 | Dubai        | UAE  |               |               |       | 1    |
| CHN     | WTC-World Team Cup                 | 2009 | Linz         | AUT  | Platz 1       |               |       |      |
| CHN     | WTC-World Team Cup                 | 2007 | Magdeburg    | GER  |               |               |       | 1    |